# 20606 Widemann
20606 Widemann este un asteroid din centura principală de asteroizi.

## Descriere
20606 Widemann este un asteroid din centura principală de asteroizi. A fost descoperit pe 5 septembrie 1999 la Stația Anderson Mesa în cadrul programului LONEOS. Asteroidul prezintă o orbită caracterizată de o semiaxă mare de 3,07 ua, o excentricitate de 0,13 și o înclinație de 8,9° în raport cu ecliptica.